# Meredith Attwell Baker
Pour les articles homonymes, voir Baker.
Meredith Attwell Baker, née en 1968 à Houston, est une haute fonctionnaire américaine qui est devenu lobbyiste. Elle a occupé le poste de commissaire à la Federal Communications Commission du 31 juillet 2009 à mai 2011.

## Biographie
En 1990, elle a obtenu un baccalauréat en arts du l'université Washington et Lee et détient un diplôme en droit de l'université de Houston depuis 1994.
Le 25 juin 2009, Baker est proposée pour occuper un siège à la Federal Communications Commission (FCC) par le président américain Barack Obama. Le Sénat des États-Unis approuve unanimement cette nomination le 24 juin 2009 et elle est nommée commissaire le 31 juillet 2009. Selon Associated Press, Baker est « une voix constante en faveur des entreprises qui s'inquiète régulièrement que l'agence [FCC] impose des régulations onéreuses et superflues aux sociétés du téléphone et du câble, ». Elle s'oppose au principe de la neutralité du réseau, une position qu'elle partage avec les membres des industries de la téléphonie et du câble. En mars 2011, elle affirme que l'examen de la fusion de Comcast et NBC « a pris trop de temps ».
Baker a occupé le poste de commissaire à la Federal Communications Commission à partir du 31 juillet 2009. En mai 2011, elle remet sa démission et devient lobbyiste pour le compte de Comcast à partir du 3 juin 2011, poste qu'elle occupe jusqu' en avril 2014.
Après Comcast, Meredith Attwell Baker est nommée présidente-directrice générale de CTIA (Cellular Telecommunications and Internet Association), et est reconduite pour 5 ans à ce poste en 2017.

## Vie privée
Elle est mariée au fils de James Baker, qui a servi comme chef de cabinet de la Maison-Blanche lors du premier mandat du président américain Ronald Reagan et pendant la dernière année de la présidence de George H. W. Bush.

### Citations originales
1. ↑  (en) « a reliable pro-business voice who frequently expressed concern that the agency was imposing unnecessary and onerous regulations on phone and cable companies »